# Bitwa pod Rozhanovcami
Bitwa pod Rozhanovcami (dawniej też: bitwa pod Rozgoniem) – jedna z ważniejszych bitew w historii średniowiecznych Węgier. Miała miejsce 15 czerwca 1312 r. pomiędzy siłami króla Karola Roberta z dynastii Andegawenów, wspieranego przez oddziały spiskich Sasów, joannitów i mieszczan z Koszyc a połączonymi wojskami możnowładców z rodu Aba i oddziałami Mateusza Czaka o kontrolę nad północno-wschodnimi rejonami Królestwa Węgier (obecnie wschodnia Słowacja).

## Tło historyczne
Z chwilą śmierci Andrzeja III i zakończenia rządów dynastii Arpadów w roku 1301, tron węgierski stał się przedmiotem sporu pomiędzy dynastiami Andegawenów, Przemyślidów i Wittelsbachów. W roku 1310, po zwycięskim zakończeniu konfliktów o koronę z Wacławem III czeskim i Ottonem III bawarskim, Karol Robert został ostatecznie ukoronowany w Székesfehérvárze na króla Węgier. Jak się jednak okazało, nowy król kontrolował tylko część Węgier, bowiem pozostałą część kontrolowali węgierscy możnowładcy.
Głównym przeciwnikiem Karola stał się w tej chwili był palatyn (od 1296) Mateusz Csák, posiadający siedzibę na zamku w Trenczynie i tytułujący się Panem Wagu i Tatr. W okresie największego powodzenia Csák kontrolował 14 komitatów, ponad 50 zamków i 500 miast i wsi. Sprzymierzony z nim Amadej Aba kontrolował dzisiejsze północno-wschodnie Węgry i wschodnią Słowację. Obaj nie uznali koronacji królewskiej i nie złożyli należnego hołdu, w związku z czym Karol Robert wysłał przeciwko Csákowi wyprawę zbrojną, która skończyła się niepowodzeniem; z kolei Csák zaatakował Budę. Aba natomiast wdał się w konflikt z wolnymi miastami królewskimi, którym usiłował narzucić swoją władzę, w wyniku czego zginął w Koszycach z rąk tamtejszych mieszczan. Jego wzięci do niewoli synowie przystali wpierw na warunki królewskie, ale po uwolnieniu ponownie sprzymierzyli się z Csákiem.
Wkrótce potem armia Mateusza Csáka w liczbie 1700 żołnierzy pomaszerowała na Koszyce, rozpoczynając oblężenie miasta. Żołnierze chcieli pomścić śmierć Amadeja Aby, który rok wcześniej zginął z rąk mieszkańców Koszyc. Na wieść o oblężeniu Koszyc król ze swoją armią pośpieszył oblężonym z pomocą.

## Bitwa
Do bitwy pomiędzy obiema armiami doszło niedaleko rzeki Torysa w pobliżu miejscowości Rozhanovce (węg. Rozgony, pol. Rozgoń), położonej na wschód od Koszyc. Bitwa ta uważana jest za punkt zwrotny toczącej się wówczas wojny domowej. Armia Czaka przerwała oblężenie, podejmując marsz na wschód i zatrzymując się u podnóży pobliskich wzgórz. W tej sytuacji siły królewskie zmuszone zostały do zajęcia mocno niekorzystnej pozycji w dolinie. Wojska Aby, którymi dowodził Demeter Balassy, uderzyły na armię królewską rozpoczynając krwawą walkę, która pochłonęła wielu rycerzy po obu stronach, przy czym większe straty odniosły wojska królewskie. Król straciwszy własny sztandar kontynuował walkę pod sztandarem joannitów. W decydującym momencie szalę zwycięstwa na stronę królewską przechyliły posiłki Sasów spiskich i mieszkańców Koszyc, którzy włączyli się do walki. Armia Aby została pokonana i zmuszona do odwrotu.
W trakcie bitwy śmierć poniosło wielu członków rodu Aba, m.in. synowie Amadeja - Dawid i Dominik. Pobita armia Mateusza Czaka nie była już w stanie przeprowadzić większych akcji przeciwko królowi. Mimo to Mateusz utrzymał własną prowincję, która została zajęta dopiero po jego śmierci w roku 1321. W kolejnych latach nastąpił kres władzy oligarchów węgierskich.
Wdzięczny za udzieloną pomoc Karol Robert nadał spiskim miastom szereg przywilejów, m.in. prawo składu dla Lewoczy (1321).